# 長木沢駅
長木沢駅（ながきさわえき）は、秋田県北秋田郡長木村（現・大館市）にあった、小坂鉄道小坂線長木沢支線の駅（廃駅）である。

## 歴史
小坂線への接続駅である茂内駅から約3.8キロ北にある駅で、もともとは長木村の木材を大館市に運ぶため二ツ屋（長木沢）まで森林鉄道が開通しており、これを小坂鉱山が譲り受け小坂まで延長し専用鉄道として開業。さらに一般営業にあらため長木沢支線二ツ屋駅となった。当駅では長木沢森林鉄道と接続しており貯木場がおかれ、従業員500人を超える県内第2位の規模をもつ藤田組長木沢製材所で加工された木材や煙害により切り出された長木沢の天然杉が全国に搬出されていた。1920年（大正9年）になり製材所が大館に移転し、1922年（大正11年）に国有林の整理伐採事業が中止されてしまう。このため長木沢支線は1926年（大正15年）7月末をもって旅客営業と手荷物、小口扱い貨物の取扱いを廃止した。1925年（大正14年）ころの時間表は長木沢駅発が午前7時15分と午後4時。着便が午前7時と午後3時24分で所要時間12分であった。さらに貨物も激減したことから全列車が不定期となった。その後1949年（昭和24年）度を最後に休止状態となったため1951年（昭和26年）に廃止となった。森林鉄道は長木沢支線が廃止になると茂内駅まで延長することになった。この森林鉄道は客車を所有しており便乗が認められていた。

### 年表
- 1908年（明治41年）9月15日：藤田組（DOWAホールディングスの前身）が大館駅から小坂駅および当駅に至る小坂鉱山専用鉄道を開設。
- 1909年（明治42年）
  - 1月25日：小坂鉄道株式会社設立。
  - 5月7日：専用鉄道を改修し、小坂鉄道小坂線・長木沢支線として一般営業開始。二ツ屋駅として開業。
- 1920年（大正9年）5月1日：長木沢駅と改称[2]。
- 1926年（大正15年）7月31日：旅客営業と手荷物、小口扱い貨物の取扱いを廃止。
- 1951年（昭和26年）4月5日：長木沢支線の茂内駅 - 当駅間廃止により廃止。

## 輸送実績
| 年度 | 乗車人員（人） | 降車人員（人） | 発送貨物（トン） | 到着貨物（トン） |
| ---- | -------------- | -------------- | ---------------- | ---------------- |
| 1916 | 18,181         | 13,021         | 52,342           | 5,448            |
| 1919 | 15,427         | 17,172         | 36,531           | 11,148           |
| 1920 | 14,105         | 15,204         | 23,584           | 4,531            |
| 1921 | 10,965         | 11,127         | 32,875           | 2,678            |
| 1922 | 7,889          | 7,639          | 15,789           | 7,086            |
| 1923 | 6,701          | 6,574          | 15,012           | 4,175            |
| 1924 | 9,067          | 8,918          | 16,681           | 366              |
| 1926 | 1,451          | 1,077          | 478              | 30               |
| 1927 |                |                | 3,104            | 108              |

- 秋田県統計書各年度版、『大館市史』第3巻上、530-532頁

## 隣の駅
小坂鉄道
小坂線長木沢支線
茂内駅 - 長木沢駅